# Primaire du centre gauche italien de 2005
Une primaire du centre gauche a lieu en Italie le 16 octobre 2005 afin de désigner un candidat commun pour les Élections générales italiennes de 2006 . Romano Prodi remporte la primaire avec 74,17 % des voix.

## Candidats
| Photo | Nom | Nom                             | Carrière |
| ----- | --- | ------------------------------- | --- |
|       |     | Romano Prodi (1939-)            | - Chef de L'Olivier (1995-1998 et depuis 2004) - Président de la Commission européenne (1999-2004) - Président du Conseil des ministres italien (1996-1998) - Ministre de l'Industrie, du Commerce et de l'Artisanat (1978-1979) |
|       |     | Fausto Bertinotti (1940-)       | - Secrétaire national du Parti de la Refondation communiste (depuis 1994) - Député de la République italienne (depuis 1994) |
|       |     | Clemente Mastella (1947-)       | - Chef de l'Union des démocrates pour l'Europe (depuis 1999) - Député de la République italienne (depuis 1976) - Ministre du Travail et de la Prévoyance sociale (1994-1995)                                                     |
|       |     | Antonio Di Pietro (1950-)       | - Chef de l'Italie des valeurs (1998-1999 et depuis 2000) - Député européen (depuis 1999) - Sénateur de la République italienne (1997-2001) - Ministre des Travaux publics (1996)                                                |
|       |     | Alfonso Pecoraro Scanio (1959-) | - Chef de la Fédération des Verts (depuis 2001) - Député de la République italienne (depuis 1992) - Ministre des Politiques agricoles et forestières (2000-2001)                                                                 |
|       |     | Ivan Scalfarotto (1965-)        | - Activiste LGBT |
|       |     | Simona Panzino                  | - Activiste anti-mondialisation |

## Résultats
| Candidats | Candidats               | Partis                             | Voix      | %     |
| --------- | ----------------------- | ---------------------------------- | --------- | ----- |
|           | Romano Prodi            | L'Olivier                          | 3 182 686 | 74,17 |
|           | Fausto Bertinotti       | Parti de la refondation communiste | 631 592   | 14,69 |
|           | Clemente Mastella       | Union des démocrates pour l'Europe | 196 014   | 4,56  |
|           | Antonio Di Pietro       | Italie des valeurs                 | 142 143   | 3,28  |
|           | Alfonso Pecoraro Scanio | Fédération des Verts               | 95 388    | 2,22  |
|           | Ivan Scalfarotto        | Indépendant                        | 26 912    | 0,62  |
|           | Simona Panzino          | Indépendant                        | 19 752    | 0,46  |
|           |                         |                                    |           |       |
| Total     | Total                   | Total                              | 4 294 487 | 100   |